# Гірко! (фільм)
«Гірко!» (рос. «Горько!») — російська комедійна дебютна повнометражна картина режисера Жори Крижовнікова (псевдонім Андрія Першина), знята в стилі «відео з весілля». Сценарій до фільму був написаний Олексієм Козаковим, Миколою Куликовим, Жорою Крижовниковим за оригінальною ідеєю продюсерів Іллі Бурцева і Дмитра Нелідова. 
Прем'єрний показ стрічки відбувся 10 жовтня 2013 року, а в Нью-Йорку в рамках «Тижня російського кіно»

## Зміст
Прогресивні і талановиті Наташа і Рома мріють про європейське весілля на березі моря... але у Наташиного вітчима заготовлений інший сценарій. Грубий чиновник міської адміністрації розглядає святкування як трамплін для власної кар'єри і прагне влаштувати все «як треба». Молодих чекає незабутній вечір у ресторані «Золотий» з повним набором занудних обрядів. Не в силах боротися, закохані вирішують провести весілля своєї мрії в секреті від консервативних родичів. Але через безглузду випадковість обидві урочистості зливаються воєдино.

## Ролі
| Актор                | Роль                                                                                         |
| -------------------- | -------------------------------------------------------------------------------------------- |
| Юлія Александрова    | Наташа, наречена, співробітниця газової компанії                                             |
| Єгор Корєшков        | Рома, наречений, журналіст у місцевій газеті                                                 |
| Ян Цапник            | Борис Іванович, Наташин вітчим, колишній десантник, який нині працює в міській адміністрації |
| Олена Валюшкина      | Тетяна, мама Наташі                                                                          |
| Юлія Сулес           | Люба, мама Роми, перукар                                                                     |
| Василь Кортуков      | Євген Геннадійович, батько Роми, займається виготовленням блешень                            |
| Олександр Паль       | Леша, брат Роми на прізвисько хіпарем, нещодавно вийшов з в'язниці                           |
| Сергій Свєтлаков     | камео, запрошений «зоряний» ведучий на весілля                                               |
| Валентина Мазунін    | Ксюха, дівчина Льоші                                                                         |
| Данила Якушев        | Семен, начальник Наташі, відповідає за організацію свят                                      |
| Сергій Лавигін       | дядя Толя, родич з Туапсе з боку нареченого                                                  |
| Габріелян Сергій мл. | Діма, молодший брат Роми, оператор                                                           |
| Анна Матвєєва        | подруга нареченої Маша                                                                       |
| Анастасія Мельникова | подруга нареченої Алінеша                                                                    |
| Анастасія Добахова   | подруга нареченої Люда                                                                       |
| Михайло Грубов       | друг нареченого Саня                                                                         |
| Олександр Крюков     | друг нареченого Пилік                                                                        |
| Максим Казаков       | друг нареченого Макс                                                                         |
| Микита Пікалов       | друг нареченого Рустам                                                                       |
| Євгенія Агенорова    | бабуся з боку нареченого                                                                     |
| Наталія Арсентьева   | Настасья Пилипівна, сумна тамада                                                             |
| Олександр Верхоляк   | діджей на весіллі                                                                            |
| Юлія Тігеева         | співачка на весіллі                                                                          |

### Кастинг
На роль вітчима головної героїні був обраний актор Ян Цапник. Ян Цапник, як і його герой у фільмі, служив у десантних військах, тому йому не склало великої праці влитися в колектив десантників, з якими він по сюжету виконує пісню «Синьова». На відміну від свого героя, в житті актор не носить вусів, тому йому наклеювали штучні.
За початковим сценарієм головній героїні Наталі мало бути вісімнадцять років, і коли підходяща молода актриса була знайдена, продюсери попросили перевірити, як виглядатиме використана у фільмі зйомка в стилі мок'юментарі. На гонорари акторам грошей не було, тому режисер попросив взяти участь у пробних зйомках усіх своїх знайомих і навіть свою дружину - актрису Юлію Александрову. Під час зйомок на неї звернув увагу один з продюсерів фільму — Ілля Бурець, що запропонував актрисі самої спробувати на роль Наташі. Коли матеріали з її відеопробу були відіслані ще одному продюсеру фільму — Тимуру Бекмамбетову, той сказав, що на роль нареченої більше нікого шукати не потрібно.

### Зйомки
Зйомки проходили в травні 2013 року в Геленджику, Новоросійську і селі Дивноморському. Матеріал був відзнятий в короткі терміни - за 23 знімальних дні.
В один зі знімальних днів у селі Дивноморське вибухнув шторм, що зірвав зйомку епізодів весілля на березі моря. Знімальній групі довелося переносити обладнання і розбирати декорацію нічного клубу, побудовану на пірсі. Піднялися хвилі двічі забирали в море спеціально споруджену платформу, на якій Наташа чекає Рому, що пливе до неї на човні

## Нагороди та номінації
- Номінації на премію «Золотий орел» 
  - За найкращий фільм
  - За найкращу режисерську роботу — Жора Крижовніков
  - За найкращий сценарій — Олексій Казаков, Микола Куликов, Жора Крижовніков
  - За найкращу жіночу роль — Юлія Александрова
  - За найкращу жіночу роль другого плану — Олена Валюшкіна
  - За найкращу чоловічу роль другого плану — Ян Цапник
  - За найкращу операторську роботу — Дмитро Грибанов
  - За найкращий монтаж фільму — Олександр Верхоляк
  - За найкращу роботу звукорежисера — Анатолій Тюріков
- Премія «Ніка» за «Відкриття року» — Жора агрусу
- Номінація на премію «Ніка» за найкращий ігровий фільм

## Знімальна група
- Режисер — Жора Крижовніков
- Сценарист — Олексій Казаков, Микола Куликов, Жора Крижовніков
- Продюсер — Ілля Бурець, Дмитро Нелідов, Сергій Свєтлаков